# Zupa z wina
Zupa z wina (borleves) – tradycyjne danie wigilijne na węgierskiej wsi, serwowane również w Galicji.
Typowe składniki to wino białe deserowe, mąka ziemniaczana, jajka, cukier, skórka cytrynowa, cynamon i sól do smaku.
Wino i przyprawy należy zagotować. Następnie z mąki ziemniaczanej i wody należy zrobić kleistą zawiesinę, którą wlewa się do wywaru razem z  przyprawami. Utarte żółtka oraz białko ubite na sztywną pianę rozprowadza się powoli łyżką w zupie. 
Wszystkie składniki pozostawione zostaną na kilka minut pod pokrywką aż utworzą się malutkie kluseczki na powierzchni zupy. 
Na końcu danie doprawia się cukrem i cynamonem.